# Fake deep
Ne doit pas être confondu avec Deepfake.
Fake deep (litt. « fausse profondeur ») est une expression caractérisant des contenus qui se prétendent profonds mais décrivent en fait des banalités, voire sont dénuées de sens. Par extension, l'expression désigne une posture faussement intellectuelle qui s'appuie sur la dénonciation des travers de la société moderne.
Sur Internet, l'expression est indissociable d'une forme de moquerie envers l'archétype de l'adolescent immature qui se reconnait dans ces contenus et adopte cette attitude. Cette étiquette tourne en dérision la volonté de paraître éveillé, sensible aux travers de la société. Elle vise à dénoncer cette posture, qui ne serait qu'une stratégie de distinction sur les réseaux sociaux,.
Les contenus fake deep prennent souvent la forme d'une citation. Celle-ci s'appuie parfois sur un jeu de mots hasardeux. Il peut aussi s'agir d'un dessin dont le sens "profond" repose sur une métaphore peu subtile. Les thèmes récurrents des contenus fake deep sont, entre autres, la pression des normes sociales et l'injonction au conformisme, la dépendance envers les nouvelles technologies, l'emprise du rationalisme et du matérialisme en Occident, les inégalités sociales, les traits néfastes de la nature humaine, les difficultés de l'adolescence ou encore les relations amoureuses.

## En psychologie: la notion depseudo-profound bullshit
En psychologie, certains chercheurs ont façonné la notion de pseudo-profound bullshit (PPBS), dans le sillage du philosophe américain Harry Frankfurt. Ce dernier introduit le terme bullshit ("connerie") dans le vocabulaire universitaire avec son essai On Bullshit (De l'art de dire des conneries), publié en 2005. L'expression pseudo profound bullshit recoupe partiellement le fake deep : elle désigne un ensemble de mots à la mode assemblés aléatoirement dans une phrase syntaxiquement correcte mais dont le sens est indiscernable.

### PPBS et capacités cognitives
Une étude menée en 2015 par le chercheur en psychologie Gordon Pennycook, largement reprise dans les médias, et citée plus de 200 fois dans la littérature, établit une corrélation entre réceptivité au PPBS et capacités cognitives. Selon l'étude, plus l'individu juge un tel énoncé profond, moins il serait capable de réflexivité, et plus il serait enclin à embrasser des idées religieuses voire paranormales. 
Craig Dalton, un médecin spécialiste en santé publique, a émis des réserves sur la méthodologie des auteurs. En effet, ceux-ci sont partis du principe que des énoncés générés par ordinateur étaient forcément du bullshit, au lieu de faire dépendre cette étiquette d'une appréciation humaine. Ainsi, certains énoncés étiquetés bullshit étaient peut-être dotés d'un sens profond, mais étaient mis dans la même catégorie que les autres, d'où un biais dans l'analyse des résultats. Dans leur réponse, Pennycook et ses collègues soutiennent que la notion de bullshit repose sur le mode de production de l'énoncé et non son interprétation. Massimo Sandal, biologiste de formation, estime que la définition du bullshit dans l'article initial est trop vague. Selon lui, cet article se contente de nous conforter dans une attitude méprisante à l'égard des personnes réceptives au bullshit.
Le résultat de Pennycook et.al.(2015) a été répliqué dans le cadre du modèle des Big Five. Dans ce modèle, l'ouverture à l'expérience (Openness/Intellect) est un des cinq traits centraux de la personnalité. Le domaine Openness/Intellect est ramené à un "simplexe", un axe d'une seule dimension allant de l'intelligence à l'apophénie. Sur près de 300 participants, une corrélation a été observée entre l'attribution d'un haut score de profondeur au PPBS et un positionnement sur l'axe proche de l'apophénie.
Gligorić et Vilotijević ont également montré une corrélation entre la réceptivité au PPBS et la désintégration, un trait basique de la personnalité théorisé par Knežević en 2016 et distinct du modèle des Big Five. La désintégration est ici un continuum de décomposition des systèmes de traitement de l'information, allant jusqu'à la pensée magique et l'apophénie.

### PPBS et contexte
En 2019, deux chercheurs en psychologie de l'université d'Amsterdam ont montré l'importance du contexte pour des citations qualifiées de pseudo-profound bullshit. D'après une expérience menée sur plusieurs groupes de participants, le fait de mentionner l'auteur de la citation élève le "score de profondeur" du PPBS mais n'affecte pas celui des citations pertinentes. Les auteurs décrivent un effet d'étiquetage (labeling effect) : la perception d'une même phrase change si un auteur qui fait autorité lui est associé. Ils soulignent les dangers de manipulations qui découlent de cet effet.

### PPBS et idéologie
À la suite des articles de Pennycook et.al., la réceptivité au bullshit a été mise en relation avec l'orientation idéologique. Selon une étude de 2016, l'adhésion à l'idéologie néolibérale serait corrélée, de façon modeste mais significative, à la réceptivité au bullshit. De plus, contrairement à une idée commune, l'étude constate que les "modérés idéologiques" seraient plus sensibles au bullshit que les "extrémistes".    

## Plateformes
Cette section est promotionnelle ou publicitaire (février 2024). Considérez son contenu avec précaution et/ou discutez-en.
 (février 2024).

### Partage de contenufake deep
Tumblr, Pinterest, Facebook et Twitter sont souvent cités comme des lieux de partage de contenus fake deep.
Le subreddit /im14andthisisdeep recense les contenus censés correspondre à cette définition.

### Génération defake deeppar ordinateur
- Seb Pearce, New Age Bullshit Generator

- Tom Williamson, Wisdom of Chopra (combinaisons aléatoires issues du compte twitter de Deepak Chopra)

NB : Ces outils fournissent le matériau de l'étude de Pennycook et.al.(2015).

## Exemples
Les tweets du jeune Jaden Smith sont souvent cités comme l'archétype du fake deep. Le compte Twitter du penseur américain Deepak Chopra, est également cité.
Un exemple concret de posture fake deep, interprétée comme une forme de patriarcat pseudo-intellectuel, est présenté dans le film Fake Deep (2014) de Cecile Emeke.